# Wolfgang Werner (Politiker, 1952)
Wolfgang Werner (* 17. April 1952) ist ein deutscher Kommunalpolitiker und war von 1999 bis 2014 Bürgermeister von Datteln. 

## Leben
Der Dattelner trat im Juni 1986 in die SPD ein. Nach kurzer Mitgliedschaft wurde er in den Vorstand des Ortsvereins Datteln-Stadt gewählt und kandidierte bei der Kommunalwahl im Herbst 1989 für die Dattelner SPD für den Wahlbezirk Hötting. Mit 58,3 Prozent der Stimmen wurde er direkt in den Rat der Stadt Datteln gewählt.
Als der stellvertretende Bürgermeister Josef Majewski Anfang 1991 aus Altersgründen von seinem Amt zurücktrat, wählte der Rat der Stadt Datteln Wolfgang Werner zu seinem Nachfolger. Nach einem Aufsehen erregenden Rücktritt von Bürgermeister Horst Niggemeier übernahm Werner im März 1992 das Amt des 1. Bürgermeisters.
Bei der Kommunalwahl 1994 erlangten Wolfgang Werner und die SPD mit 51,7 Prozent die absolute Mehrheit. Mit dieser Mehrheit wurde er gegen seinen Willen im Juni 1996 als ehrenamtlicher Bürgermeister abgewählt, damit der damalige Stadtdirektor Rudolf Böhm in das Amt des hauptamtlichen Bürgermeisters gehoben werden konnte. Daraufhin legte Wolfgang Werner alle politischen Ämter in Datteln nieder. Weiterhin übte er sein Kreistagsmandat aus, das er im Oktober 1994 mit 54 Prozent der Wählerstimmen erlangt hatte.
Am 12. September 1999 stimmten 59,17 Prozent der Wähler für Wolfgang Werner als hauptamtlichen Bürgermeister der Stadt Datteln. Dieses Amt übt er seit dem 1. Oktober 1999 aus. Ende 1999 wurde er aus der SPD ausgeschlossen und wurde 2004 als parteiloser Kandidat mit 79 Prozent der Stimmen in seinem Amt als Bürgermeister bestätigt. Auch im August 2009 wurde er mit 66,16 Prozent aller Stimmen im Amt bestätigt.